# Volby prezidenta USA 1800

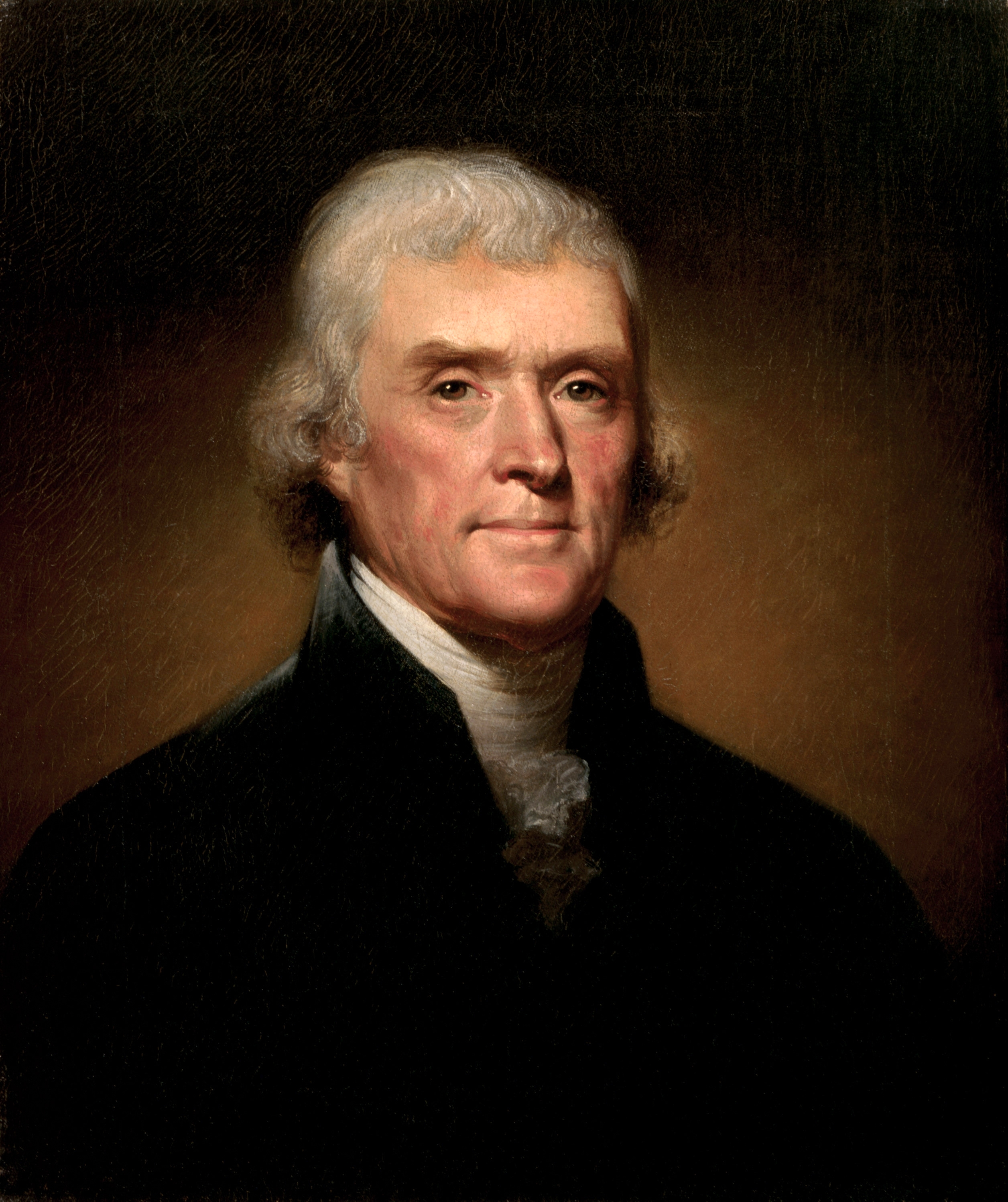
Thomas Jefferson

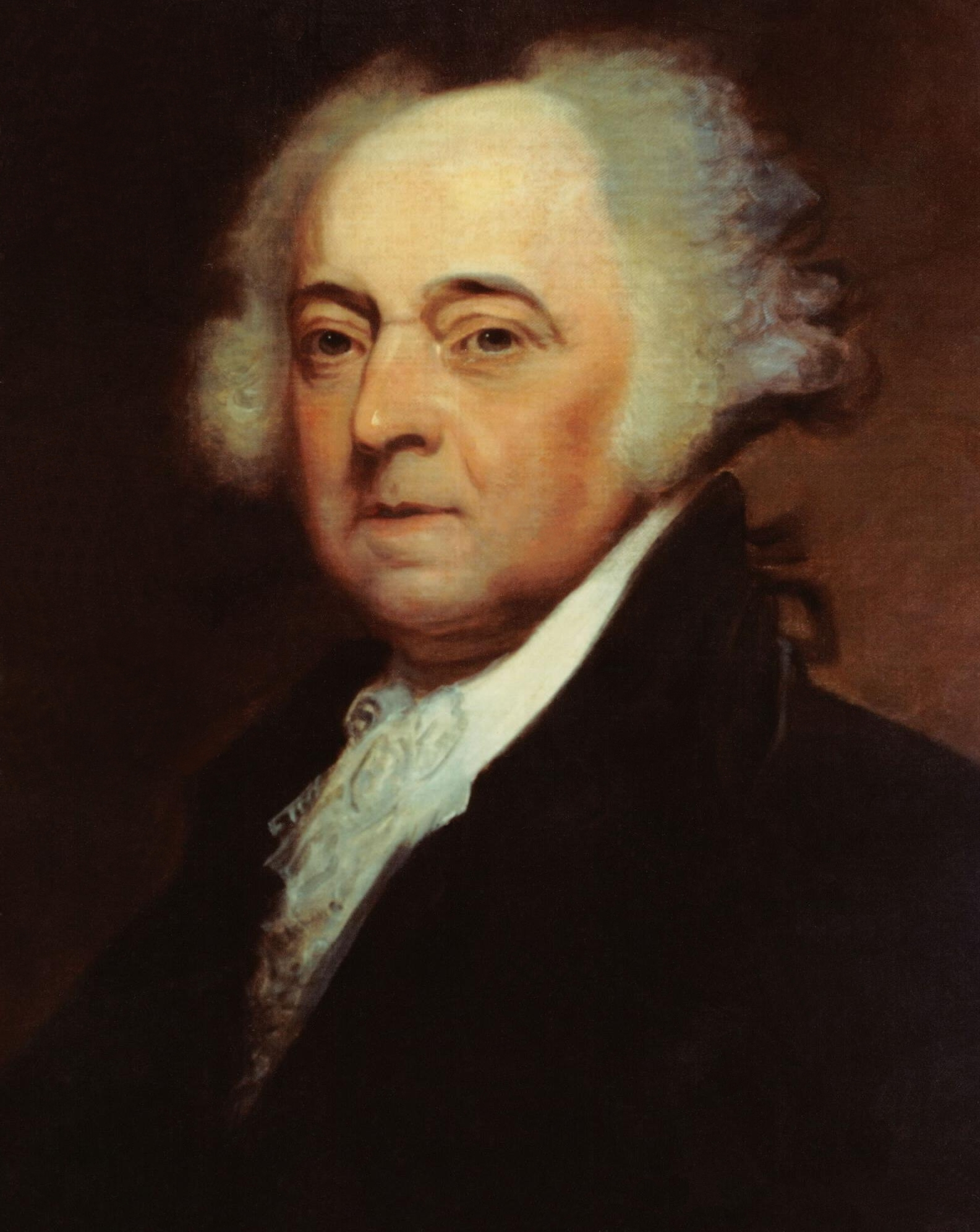
John Adams

Výsledky voleb podle států

Volby prezidenta USA 1800 byly čtvrté prezidentské volby ve Spojených státech. Hlasování sborem volitelů bylo neplatné, a tak byl poprvé v historii Spojených států zvolen prezident Sněmovnou reprezentantů. Byly to také poslední volby konané s původním zněním Ústavy USA před přijetím 12. dodatku, který upravil způsob volby prezidenta, který se již nezměnil. Prezidentem byl vybrán Thomas Jefferson a viceprezidentem Aaron Burr.

## Volební kampaň

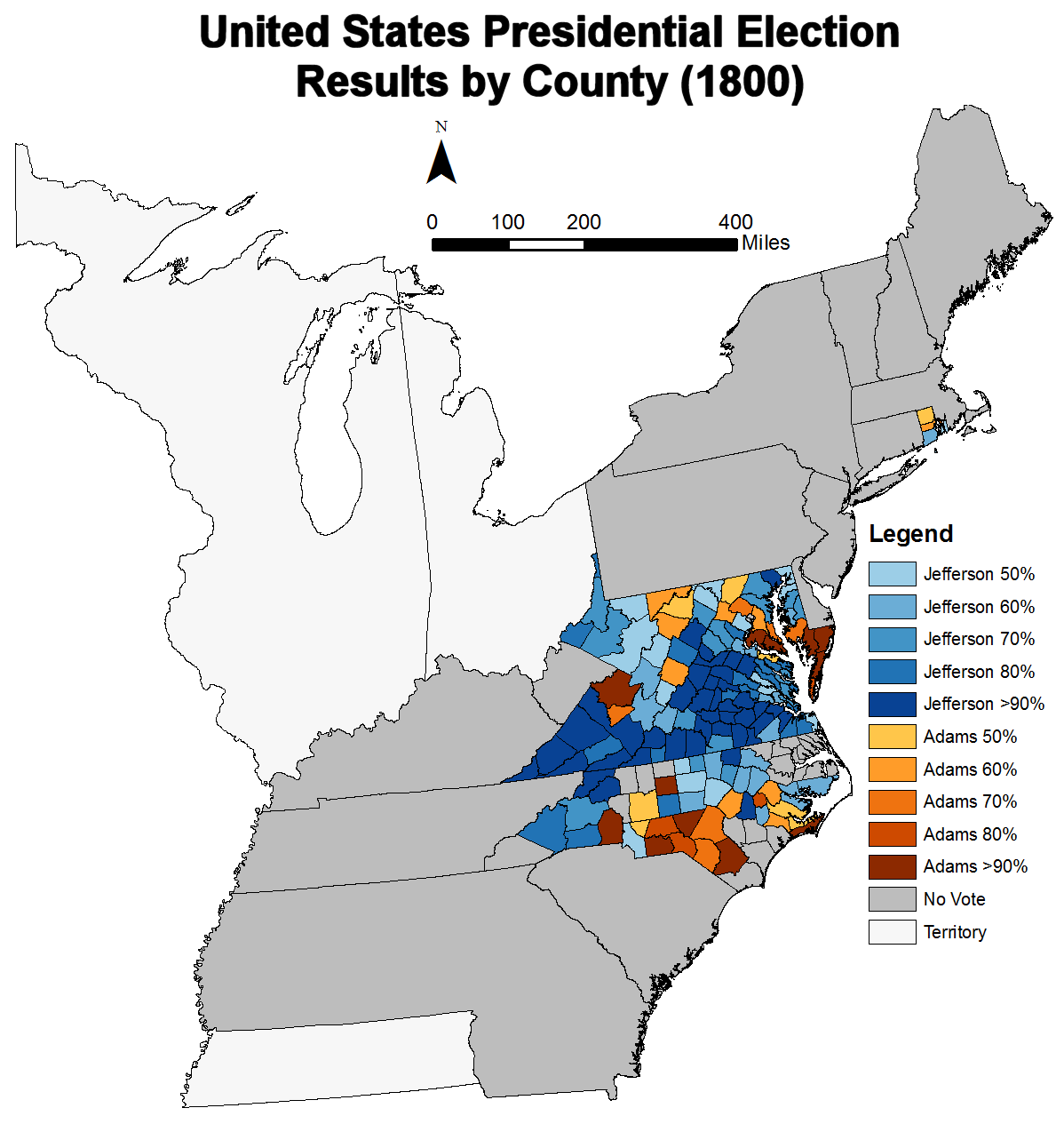
Výsledky prezidentských voleb ve Virginii, Severní Karolíně a Massachusetts.

Volby roku 1800 se řídily stejnými pravidly jako v roce 1796. Úřadující prezident John Adams nedosáhl společenské důvěry, což mohlo ovlivnit rozhodnutí o potlačení Friesova povstání. Společnost oponovala použitím vojska proti povstaleckým zemědělcům pod vedením kapitána Johna Friesa, kterému se čelní představitelé Federalistické strany odmítali následně omluvit. Situace se pro Adamse zhoršila, když propustil ministra zahraničí Timothyho Pickeringa a ministra války Jamese McHenryho, kteří byli blízcí přátelé Alexandra Hamiltona, což vedlo k rozkolu ve straně a nepodpoře Adamse. Přesto se rozhodl zúčastnit voleb s viceprezidentským kandidátem Charlesem Pinckneym.
Situaci oslabeného tábora využili rivalové z Demokraticky-republikánské strany. Jako kandidáta na prezidenta vyslali Thomase Jeffersona a jeho zástupce Aarona Burra. Jefferson kritizoval Adamsovu politiku a hlásal omezení federální moci, protože zvyšovala pravomoci státním orgánům. Nesouhlasil s rozšířením námořnictva a udržováním stálé armády jako s dopravní milicí.
Kampaně byly vedeny v nepřátelském duchu - oba tábory své odpůrce uráželi a pomlouvali. V novinách Federalistické strany tisk označil Jeffersona za extrémního ateistu a libertinistu. Republikáni zase líčili Adamse za zvýhodňujícího monarchu. Rozkol u federalistů a lépe organizovaná kampaň republikánů vedla k Adamsově prohře.

## Hlasování
Voleb se zúčastnilo 67 282 voličů. Jefferson získal podporu 61,4% voličů. Jefferson a Burry získal 73 hlasů, i když k vítězství jim stačilo pouhých 70. Adams získal 65 hlasů, Pinckney 64 a John Jay 1 hlas. Poprvé tedy kandidáti ze stejné strany získali stejný počet hlasů. V souladu s ústavou byla volby prezidenta přenechána do rukou sněmovny reprezentantů, ve které dominovali federalisté. První hlasování se konalo 11. února 1801, ale skončilo remízou, protože Hamiltonovi stoupenci nechtěli podpořit kandidaturu Jeffersona. Po 7 dnech a 35 neplatných hlasováních nakonec pro něj volili. Navzdory tomu, že s ním Hamilton zůstává několik let v konfliktu, myslel, že je jeho soupeřivý spolukandidát Bouřlivák Burr nebezpečný a vystaví ho zesměšnění, což byl důvod, proč je nakonec volil.
Volební účast byla menší než 4%.
Thomas Jefferson složil přísahu 4. března 1801 v hlavním městě - Washingtonu, D.C.
| Jméno                       | Stát           | Hlasy Voličů | %    | Hlasy Volitelů | Strana               |
| --------------------------- | -------------- | ------------ | ---- | -------------- | -------------------- |
| Thomas Jefferson            | Virginie       | 41 330       | 61.4 | 73             | Demokrat- Republikán |
| Aaron Burr                  | New York       | -            | -    | 73             | Demokrat- Republikán |
| John Adams                  | Massachusetts  | 25 952       | 38.6 | 65             | Federalista          |
| Charles Cotesworth Pinckney | Jižní Karolína | -            | -    | 64             | Federalista          |
| John Jay                    | New York       | -            | -    | 1              | Federalista          |